# Governo militare degli Stati Uniti in Corea
Il Governo militare degli Stati Uniti in Corea (United States Army Military Government in Korea, USAMGIK) è stato il governo ufficiale nella metà meridionale della Corea dall'8 settembre 1945 al 15 agosto 1948.
Durante questo periodo, il Paese versava in una crisi economica e politica: le conseguenze dell'occupazione giapponese continuarono ad essere sentite nella zona di occupazione, come anche nell'Amministrazione civile sovietica a Nord. Il malcontento popolare fu arginato dal supporto del governo militare statunitense verso gli ex membri del governo coloniale giapponese, assunti come consiglieri. In seguito, gli USA ignorarono e smantellarono la Repubblica Popolare di Corea per poi sostenere le elezioni richieste dall'ONU che intanto aveva diviso il Paese.
Inoltre, l'esercito statunitense era impreparato per l'amministrazione del Paese, arrivando in Corea senza conoscere la lingua né la situazione politica. Perciò, molte delle loro politiche ebbero conseguenze destabilizzanti. Oltretutto, ondate di rifugiati dalla Corea del Nord (circa 400 000) e cittadini tornati dall'estero mantennero il Paese in uno stato di agitazione.

## Contesto

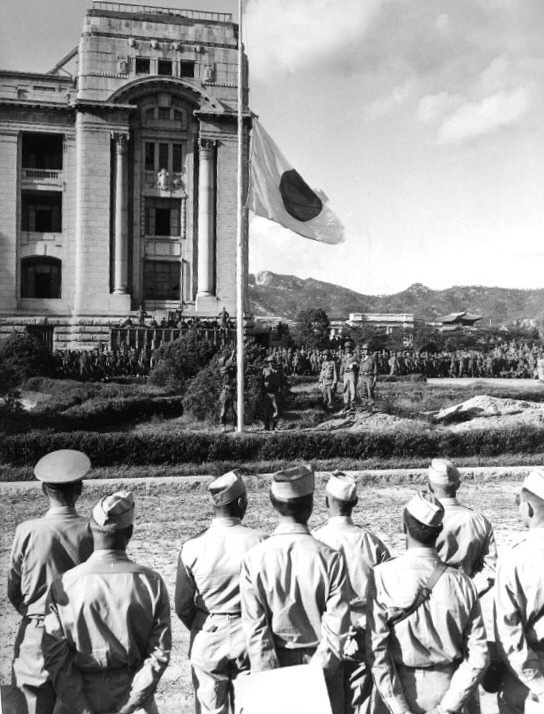
Forze giapponesi si arrendono all'esercito statunitense a Seul, 9 settembre 1945.

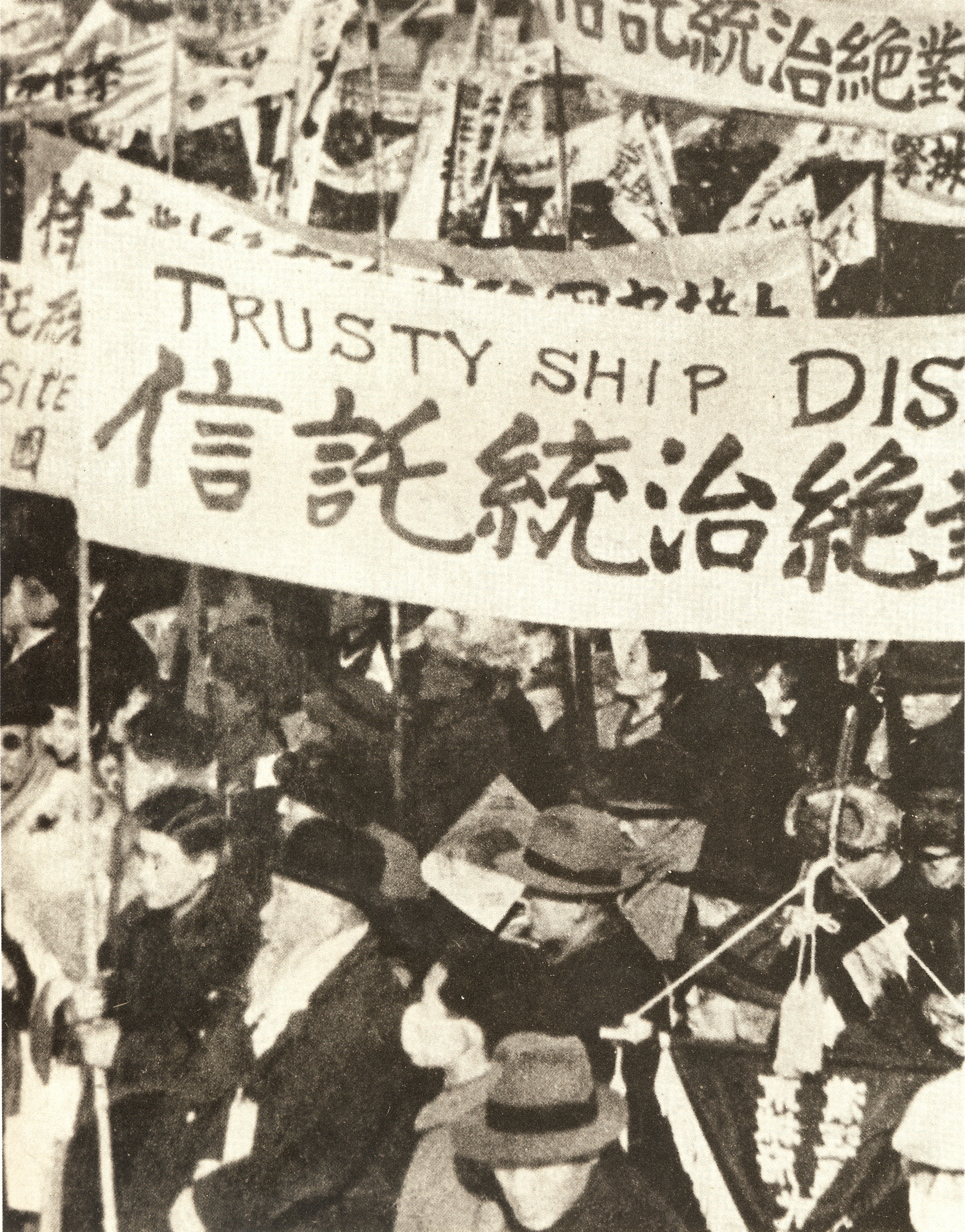
Proteste contro l'amministrazione fiduciaria, dicembre 1945.

La breve Repubblica Popolare di Corea fu istituita ad agosto del 1945 dopo aver consultato le autorità giapponesi, e tentò l'espansione in tutta la penisola. Il governo militare statunitense lo bandì al sud subito dopo il loro arrivo. Il leader della Repubblica Popolare, Yeo Un-hyeong, arretrò e formò il Partito del Popolo dei Lavoratori. L'amministrazione USA rifiutò inoltre di riconoscere i membri del Governo provvisorio della Repubblica di Corea, guidato da Kim Gu, che furono costretti ad entrare nel Paese come privati cittadini.

## Eventi chiave
Dopo la resa dell'Impero giapponese, la divisione della Corea al 38º parallelo Nord segnò l'inizio del comando sovietico e statunitense nella parte nord e sud della penisola. Le forze armate del XXIV Corpo della Tenth United States Army, comandate dal tenente generale John R. Hodge, approdarono a Incheon l'8 settembre 1945 e subito dopo stabilirono un governo militare, formato dallo stesso Hodge. Quattro giorni prima del suo arrivo in Corea, Hodge disse ai suoi ufficiali che la Corea "era un nemico degli Stati Uniti".
Il 9 settembre, alla cerimonia della resa, Hodge annunciò che il governo coloniale giapponese sarebbe rimasto intatto, includendo il suo personale e il suo governatore generale. Dopo una grande protesta, Hodge sostituì il governatore generale con un americano e rimosse tutti i direttori d'ufficio giapponesi, sebbene successivamente assunse gli ex burocrati giapponesi come consiglieri.
Trovandosi davanti ad un crescente malcontento popolare, Hodge istituì nell'ottobre del 1945 il Consiglio consultivo coreano, con una maggioranza dei seggi data ai membri del Partito Democratico Coreano la cui costituzione era stata incoraggiata dagli USA. Il partito era composto da grandi proprietari terrieri, ricchi uomini d'affari ed ex ufficiali del governo coloniale. Pochi membri della RPC furono invitati ad unirsi, ma questi si rifiutarono di aderire e criticarono i membri del Consiglio per la loro collaborazione con i giapponesi.
Nel 1945 venne avanzata una proposta di amministrazione fiduciaria a lungo termine. A dicembre del 1945, gli Stati Uniti e l'Unione Sovietica concordarono nell'amministrare il Paese sotto una Commissione congiunta sovietico-statunitense, come stabilito nella Conferenza di Mosca dei ministri degli esteri. La Corea avrebbe potuto governare in maniera indipendente dopo quattro anni di sorveglianza internazionale.Tuttavia, sia gli USA che l'URSS approvarono i governi coreani nelle rispettive metà,  ciascuno dei quali era favorevole all'ideologia politica della potenza occupante. Al sud, la legislatura ed il governo ad interim erano guidati rispettivamente da Kim Kyu-sik e Syngman Rhee, e la loro elezione fu accolta con dissenso e proteste nell'autunno del 1946.
Lo USAMGIK cercò di contenere la violenza civile a sud vietando gli scioperi l'8 dicembre e rendendo illegali il governo rivoluzionario e i comitati popolari il 12 dicembre. La situazione degenerò con uno sciopero di massa avvenuto il 23 settembre 1946 e organizzato da 8 000 lavoratori della ferrovia a Pusan che si diffuse velocemente nelle altre città sudcoreane. Il 1º ottobre, i tentativi della polizia di contenere i manifestanti a Taegu causarono la morte di tre studenti e numerosi feriti, provocando un contrattacco che uccise 38 poliziotti. Il 3 ottobre, una stazione di polizia di Yeongcheon venne attaccata da una folla di 10 000 persone e persero la vita più di 40 poliziotti e il capo della contea. Altri attacchi portarono la morte di 20 proprietari terrieri e ufficiali filo-giapponesi. L'amministrazione USA rispose dichiarando la legge marziale, sparando contro le folle di manifestanti e uccidendo un numero di persone sconosciuto al pubblico.

## Governo

### Istruzione
Tra i primi editti promulgati dallo USAMGIK vi era quello per la riapertura delle scuole emanato nel novembre del 1945. Non vennero effettuati dei cambiamenti immediati nel sistema scolastico, riprendendo semplicemente quello del periodo coloniale giapponese: in questo settore, il governo statunitense cercò infatti di mantenere le forme del sistema giapponese.
Sebbene non abbia implementato ampie riforme educative, il governo militare pose le fondamenta per le riforme attuate dalla Prima Repubblica di Corea. Nel 1946, fu riunito un consiglio di circa 100 educatori coreani per mappare il futuro percorso dell'educazione in Corea del Sud.

### Politica
Sebbene il governo militare fosse ostile alla sinistra sin dall'inizio, in un primo momento tollerò le attività dei gruppi politici di sinistra, compreso il Partito Comunista di Corea. Il governo cercò infatti di bilanciare i gruppi di sinistra e destra estrema, incoraggiando la moderazione. Tuttavia, queste aperture avevano l'effetto avverso di irritare i leader potenti come Syngman Rhee.
Questo periodo di riconciliazione non durò molto: in breve tempo, il governo militare depotenziò e bandì le organizzazioni popolari che stavano ricevendo il supporto tra il pubblico in generale, inclusa la Repubblica Popolare di Corea. La giustificazione data dallo USAMGIK era il sospetto allineamento con il blocco comunista, nonostante professassero una posizione relativamente moderata se confrontata con quella del vero Partito Comunista di Corea, divenuto illegale in questo periodo.

### Relazioni intercoreane
Durante la divisione, la gran maggioranza delle industrie coreane erano situate a Nord, mentre il Sud era prevalentemente agricolo. Le linee elettriche e le connessioni navali furono mantenute ma venivano frequentemente tagliate in maniera imprevedibile. Il Nord, controllato dall'URSS, fu in grado di portare il caos a Sud tagliando frequentemente la fornitura di elettricità e di fertilizzanti.

### Economia
L'economia sudcoreana non era molto sviluppata in questo periodo, sebbene le fondamenta della ripresa fossero state già posate, e dovette contrastare la diffusa contraffazione.

## Dissoluzione
In seguito alle elezioni per l'assemblea costituente e le presidenziali tenute rispettivamente a maggio e luglio del 1948 rispettivamente, la Repubblica di Corea venne ufficialmente proclamata il 15 agosto del 1948 e le truppe americane si ritirarono nel 1949.